# Juan José García Cordero
Juan José García Cordero, més conegut com a Poli, és un exfutbolista andalús. Va nàixer a Peñaflor, el 3 de setembre de 1965. Ocupava la posició de migcampista.

## Trajectòria
Sorgeix del planter del Cadis CF. Després de passar pels diferents filials, debuta a la màxima categoria a la temporada 85/86. Hi jugaria diversos partits amb el Cadis durant les següents temporades, però les lesions van tallar la seua progressió, i va ser cedit al Recreativo de Huelva.
Retorna al Cadis CF a la temporada 89/90, en la qual és titular, disputa 27 partits i marca 3 gols. Durant els anys posteriors alternaria la titularitat amb la suplència, i de nou les lesions li impedirien jugar més de dos partits la temporada 92/93, la seua darrera campanya a primera divisió. A l'any següent, el quadre andalús hi enganxaria un nou descens a Segona B, moment en el qual el migcampista hi penjaria les botes, després d'haver sumat 85 partits amb el Cadis a la màxima categoria.